# Gran Turismo
Gran Turismo (GT) – komputerowa gra wyścigowa wydana na konsolę PlayStation. Po raz pierwszy wydana w 1997 roku w Japonii. Gra odniosła sukces i została najlepiej sprzedającą się grą na PlayStation. Gran Turismo jest pierwszą z serii gier o tym samym tytule.

## Rozgrywka
Gran Turismo posiada dwa tryby rozgrywki: arcade oraz tryb symulacyjny, nazwany po prostu Gran Turismo. Pierwszy tryb umożliwia bezpośredni dostęp do wielu wyścigów, również dla dwóch graczy. W trybie symulacyjnym gracz, aby się ścigać, musi przede wszystkim uzyskać kolejne stopnie licencji kierowcy wyścigowego. Poza tym trzeba kupować i tuningować coraz szybsze samochody, które będą potrzebne do wygrywania różnorodnych wyścigów. W wielu z nich można brać udział samochodami tylko konkretnego typu, np. z napędem na cztery koła lub o wadze nie przekraczającej jednej tony.
W Gran Turismo dostępnych jest 150 modeli samochodów.
W trybie symulacyjnym garaż może zmieścić maksymalnie 100 samochodów.

## Soundtrack
1. Garbage – „As Heaven is Wide”
2. Ash – „Lose Control”
3. Feeder – „Sweet 16”
4. Feeder – „Chicken on a Bone”
5. Feeder – „Shade”
6. Feeder – „Tangerine”
7. Cubanate – „Oxyacetylene”
8. Cubanate – „Skeletal”
9. Cubanate – „Autonomy”
10. Cubanate – „Industry”
11. Manic Street Preachers - "Everything Must Go (The Chemical Brothers Remix)"
12. TMF - "High" (tylko wersja NTSC)